# Bertelsdorf (Stein)
Bertelsdorf (fränkisch: Bärdlschduaf) ist ein Gemeindeteil der Stadt Stein im Landkreis Fürth (Mittelfranken, Bayern). Bertelsdorf liegt in der Gemarkung Stein.

## Geographie
Durch das Dorf fließt der Herbstgraben, ein linker Zufluss der Rednitz. Im Norden liegen die Flurgebiete Buchleite und Huffeld. Eine Gemeindeverbindungsstraße führt nach Eckershof (0,7 km südwestlich) bzw. nach Deutenbach (0,9 km nordöstlich), eine weitere führt nach Oberweihersbuch (1 km nordwestlich).

## Geschichte
Der Ort wurde 1346 als „Berchtoldsdorf“ erstmals urkundlich erwähnt. Der Ortsname hat als Bestimmungswort den Personennamen des Gründers Berthold. Der Ort bestand ursprünglich aus drei Höfen.
Im Jahre 1732 gab es laut den Oberamtsbeschreibungen von Johann Georg Vetter in Bertelsdorf 4 Anwesen. Grundherren waren das Spitalamt Heilig Geist der Reichsstadt Nürnberg (2 Halbhöfe), und Nürnberger Eigenherren (von Pömer: 1 Ganzhof; von Tucher: 1 Ganzhof). Gegen Ende des 18. Jahrhunderts gab es in Bertelsdorf weiterhin 4 Anwesen. Das Hochgericht südlich der Regelsbacher Straße übte das brandenburg-ansbachische Oberamt Schwabach aus und nördlich der Regelsbacher Straße das brandenburg-ansbachische Richteramt Roßtal. Die Dorf- und Gemeindeherrschaft hatte die Reichsstadt Nürnberg. Die grundherrschaftliche Aufteilung war dieselbe wie 1732.
Von 1797 bis 1808 unterstand der Ort dem Justiz- und Kammeramt Schwabach. Im Rahmen des Gemeindeedikts wurde 1808 Bertelsdorf dem Steuerdistrikt Regelsbach (I. Sektion) und der 1818 gebildeten Ruralgemeinde Regelsbach zugeordnet. 1925 beantragten Bertelsdorf und Eckershof die Umgemeindung nach Stein, was aber von der Gemeinde Regelsbach abgelehnt wurde. Am 1. Januar 1967 wurde Bertelsdorf nach Stein eingegliedert.

## Einwohnerentwicklung
| Jahr      | 001818 | 001840 | 001861 | 001871 | 001885 | 001900 | 001925 | 001950 | 001961 | 001970 | 001987 | 002022 |
| Einwohner | 57     | 64     | 76     | 70     | 72     | 57     | 74     | 110    | 141    | 185    | 248    | 401    |
| Häuser    | 7      | 7      |        |        | 10     | 10     | 13     | 15     | 25     |        | 61     |        |
| Quelle    | [ 13 ] | [ 14 ] | [ 15 ] | [ 16 ] | [ 17 ] | [ 18 ] | [ 19 ] | [ 20 ] | [ 21 ] | [ 22 ] | [ 23 ] | [ 1 ]  |

## Religion
Der Ort ist seit der Reformation evangelisch-lutherisch geprägt und war ursprünglich nach St. Laurentius (Roßtal) gepfarrt, wurde dann im frühen 19. Jahrhundert nach St. Johannes Baptist (Eibach) umgepfarrt, spätestens ab 1950 nach St. Jakobus (Oberweihersbuch). Die Katholiken waren ursprünglich nach St. Sebald (Schwabach) gepfarrt, heute ist die Pfarrei St. Albertus Magnus (Stein) zuständig.